# Cairn funéraire de Saint-Joachim
Le cairn funéraire de Saint-Joachim est un cairn situé à Saint-Joachim, en France.

## Localisation
Le cairn est situé sur la commune de Saint-Joachim, dans le département de la Loire-Atlantique.

## Historique
Le monument est classé au titre des monuments historiques en 1981.